# Helen Television System
Pour les articles homonymes, voir HTS.
Helen Television System, également connue sous le nom de HTS Channel 4, est une chaîne de télévision généraliste nationale commerciale privée saint-lucienne.

## Histoire de la chaîne
Helen Television System est créée en 1983 comme service national de télévision pour Sainte-Lucie sur les canaux VHF 4 et 5. Elle fut l'unique chaîne de télévision saint-lucienne jusqu'à la création de DBS Television en 1987, puis de National Television Network en 2001. Elle a initié l'échange régional de programmes de télévision dans la Caraïbe.
La chaîne tire son nom du surnom officiel de l'île de Sainte-Lucie, l' « Hélène de l'ouest » (the Helen of the West), à la suite de la lutte acharnée entre Anglais et Français pour posséder l'île, par analogie avec Hélène de Troie (l'Hélène de l'est), qui fut dans l'Antiquité l'enjeu d'une lutte acharnée entre les différents princes grecs et troyens.

## Identité visuelle

### Logo

Logo de Helen Television System

### Slogan
- « The place for fresh and breaking news on St Lucia and the caribbean » (L'endroit pour des nouvelles fraîches sur Sainte-Lucie et les Caribéens)

## Organisation

### Dirigeants
Directeurs généraux :
- Linford Févrière
- Timothy James

Directrice des programmes :
- Valérie Albert Février

### Siège
Le siège d'Helen Television System est situé en haut du Morne Fortune (en) sur les hauteurs de Castries, à côté des locaux du Sir Arthur Lewis Community College et du campus saint-lucien de l'Université des Indes occidentales.

## Programmes
Les programmes d'HTS sont généralistes et composés de divertissements (films et séries américaines), de sport, de bulletins météorologiques et de bulletins d'information locale.
- HTS Evening News : journal télévisé national présenté chaque soir par André Paul et diffusé en semaine et le samedi à 19h.

## Diffusion
Helen Television System est diffusée au standard NTSC sur les canaux 4, 5 et 11 du réseau analogique hertzien VHF, qui touche environ 85 % de la population de l'île et dont les émetteurs débordent sur l'ouest et le centre de la Barbade, la Martinique, le sud de la Dominique et le nord de Saint-Vincent.
HTS est aussi diffusée par câble sur le canal 34 du réseau Spectra et le canal 47 du réseau Karib Cable à Sainte-Lucie.